# Dibaya-Lubue
Dibaya-Lubue este un oraș în  provincia Bandundu, Republica Democrată Congo. În 2012 avea o populație de 38 933 de locuitori, iar în 2004 avea 32 368.